# هوي شانون
هوي شانون (بالإنجليزية: Howie Shannon)‏ مواليد 10 يونيو 1923 في مانهاتن - الوفاة 16 أغسطس 1995، كان مدرب كرة سلة أمريكي ولاعب. بدأ مسيرته الاحترافية في سنة 1948. لعب مع بوسطن سيلتكس في الدوري الأمريكي لكرة السلة للمحترفين. بلغ طوله 6 قدم 2 بوصة (1.9 م). اعتزل اللعب في 1950.

## روابط خارجية
- هوي شانون على موقع إن بي أي (الإنجليزية)
- هوي شانون على موقع سبورتس رفرنس (الإنجليزية)
- هوي شانون على موقع كلية كرة السلة في سبورتس رفرنس.كوم (الإنجليزية)
- هوي شانون على موقع ريلجم (الإنجليزية)
- هوي شانون على موقع بروبوليرز (الإنجليزية)
- هوي شانون على موقع كلية كرة السلة في سبورتس رفرنس.كوم (الإنجليزية)
- هوي شانون على موقع أوليمبيديا (الإنجليزية)